# 1005 (szám)
Az 1005 (római számmal: MV) egy természetes szám.

## A szám a matematikában
A tízes számrendszerbeli 1005-ös a kettes számrendszerben 1111101101, a nyolcas számrendszerben 1755, a tizenhatos számrendszerben 3ED alakban írható fel.
Az 1005 páratlan szám, összetett szám. Szfenikus szám. Kanonikus alakban a 31 · 51 · 671 szorzattal, normálalakban az 1,005 · 103 szorzattal írható fel. Nyolc osztója van a természetes számok halmazán, ezek növekvő sorrendben: 1, 3, 5, 15, 67, 201, 335 és 1005.
19 szám valódiosztó-összege, köztük a legkisebb az 1635.

## A szám a csillagászatban
- 1005 Arago kisbolygó